# Hrabia Rosebery

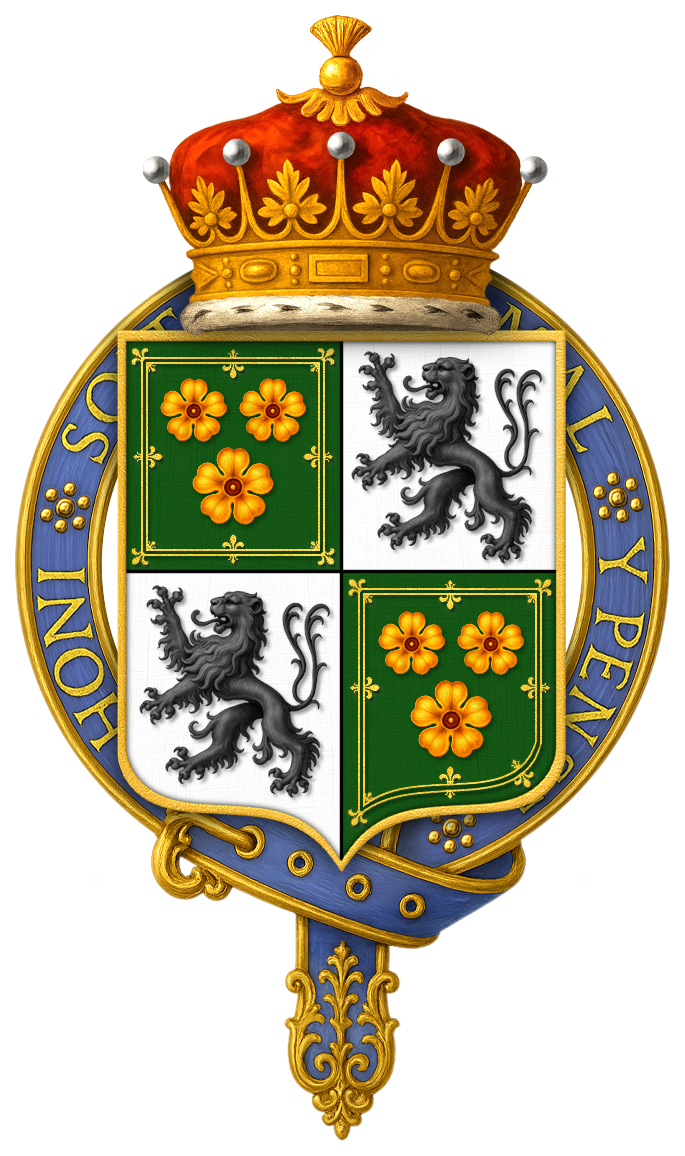
herb hrabiów Rosebery

## Informacje ogólne
- Dodatkowymi tytułami hrabiego Rosebery są:
  - hrabia Midlothian
  - wicehrabia Rosebery
  - wicehrabia Inverkeithing
  - wicehrabia Mentmore
  - lord Primrose and Dalmeny
  - lord Dalmeny and Primrose
  - baron Rosebery
  - baron Epsom
- Najstarszy syn hrabiego Rosebery nosi tytuł lorda Dalmeny
- Rodowymi siedzibami hrabiów Rosebery są Dalmeny House i Mentmore Towers

Hrabiowie Rosebery 1. kreacji (parostwo Szkocji)
- 1703–1723: Archibald Primrose, 1. hrabia Rosebery
- 1723–1765: James Primrose, 2. habia Rosebery
- 1765–1814: Neil Primrose, 3. hrabia Rosebery
- 1814–1868: Archibald John Primrose, 4. hrabia Rosebery
- 1868–1929: Archibald Philip Primrose, 5. hrabia Rosebery
- 1929–1974: Albert Edward Harry Meyer Archibald Primrose, 6. hrabia Rosebery
- 1974 -: Neil Archibald Primrose, 7. hrabia Rosebery

Następca 7. hrabiego Rosebery: Harold Ronald Neil Primrose, lord Dalmeny
Następca lorda Dalmeny: Albert Caspian Harry Primrose